# Limenitis albina
Limenitis albina är en fjärilsart som beskrevs av Hans Fruhstorfer 1915. Limenitis albina ingår i släktet Limenitis och familjen praktfjärilar. Inga underarter finns listade i Catalogue of Life.